# 한일미용의학회

한일미용의학회(Japan-Korea Society of Aesthetic Medicine, JKSAM)는 2024년에 설립된 학술단체로, 대한민국과 일본의 미용의학 전문가들이 협력하여 최신 미용 의료 기술과 지식을 공유하기 위한 조직이다. 학회는 미용 의료의 연구, 교육, 기술의 진보를 촉진하며, 양국의 미용의학 분야에서의 발전을 목표로 하고 있다.

## 개요
한일미용의학회는 미용의학에서 한일 협력 관계를 강화하고, 양국의 의료 기술 향상을 도모하기 위해 설립되었다. 주요 목적은 다음과 같다:
- 미용의학에 관한 최신 연구 성과 및 기술 정보 교환
- 미용 의료의 표준화와 질 향상
- 미용의학에서 윤리적인 실천 촉진
- 젊은 연구자와 의사의 교육 및 육성
- 미용 의료에 관한 국제적인 협력 추진

## 주요 활동
한일미용의학회의 주요 활동은 다음과 같다:
- 연례 총회 및 학술 대회 개최
- 연구 성과 발표 및 논문 출판
- 미용 의료 관련 세미나 및 워크숍 개최
- 국제 회의 참가 및 공동 연구 추진
- 미용 의료 관련 가이드라인 수립
- 학회 인증의원 제도 정비 및 시행
- 학회 인증의 제도 정비 및 시행
- 양국의 클리닉 간 환자 Liaison-Consult 환경 구축
- 비급여 의료기기 및 의약품 유통과정의 투명화

## 학회의 구성
한일미용의학회는 대한민국과 일본의 의사 및 연구자들로 구성되어 있다. 

## 학술 대회
한일미용의학회의 연례 총회 및 학술 대회는 양국의 미용의료의 최신 정보를 공유하고, 의견을 교환하는 자리로 개최된다. 이 대회에서는 연구 발표와 패널 토론을 통해 미용의료 발전에 기여할 수 있는 새로운 지식이 소개되며, 학회상 수여와 젊은 연구자들의 발표 지원도 이루어진다.